# مصادر التشريع عند الإباضية
مصادر التشريع عند الإباضية كما يقول الشيخ علي يحي معمر هي: القرآن والسنة والإجماع والقياس، والاستدلال ويندرج تحته الاستصحاب والاستحسان والمصالح المرسلة. وبعض علماء الإباضية يطلقون على الإجماع والقياس والاستدلال كلمة الرأي فيقولون أن مصادر التشريع هي القرآن والسنة والرأي وبسبب ذلك أخطأ بعض ممن كتب عنهم فظن أنهم ينكرون الإجماع.  كتب الاباضية

## ومن أصولهم التشريع ما يلي
- إذا تعارض قول الرسول () وعمله، ولا يمكن الجمع بينهما، فالقول أقوى لأنه أساسا موجه إلينا أما عمله فيحتمل الخصوصية. ومن أمثلة ذلك ما رواه الترمذي عن أبي هريرة عن رسول الله () قال«من أصبح جنبا أصبح مفطرا» والذي يعارضه الحديث الذي رواه البخاري عن عائشة أنه كان يصبح جنبا وهو صائم. فالإباضية يأخذون بحديث أبي هريرة بناء على هذا الأصل، وهو الأحوط، أما غيرهم فيأخذون بحديث عائشة بحكم أنه في البخاري وهو عمل النبي ()
- الحديث الأحادي لا يحتج به في أمور العقائد لأنه يوجب العمل ولا يوجب العلم فلا تبني عليه المعتقدات لأن المعتقدات يجب أن تنشأ عن الحجج اليقينية القطعية ولا تنشأ عن الحجج الظنية ونتيجة لذلك فقد اختلفوا مع المذاهب الأخرى في بعض فروع العقائد. ومنها رؤية الله في الآخرة والخلود في النار لمرتكب الكبيرة إن لم يتب.
- الأعمال التي صدرت عن رسول الله () في بعض العبادات لسبب عارض، أو فعلها ولم يعد إليها، أو لم يثبت أنه داوم عليها، لا يعتبروها سنة، وإنما يرونها واقعة حال يمكن الإتيان بها في ظروف مشابهة فقط، ومنها:القنوت في الصلاة، ورفع الأيدي عند التكبير والجهر بكلمة آمين بعد الفاتحة.
- أساس العقيدة في الله تبارك والله هو التنزيه المطلق فلا يشبهه ولا يشبه شيئا من الخلق وما جاء في القرآن الكريم أو في السنة النبوية المطهرة مما يوهم التشبيه فانه يؤول بما يفيد المعنى ولا يؤدى إلى التشبيه ويبتعدون كل البعد عن وصفه الله بما يوهم التشبيه ويثبتون له الأسماء الحسنى والصفات العليا كما أثبتها لنفسه.

## أهم المراجع والكتب والتي دافعت عن آرائهم
- شرح الجامع الصحيح مسند الإمام الربيع بن حبيب.
- المدونة الكبرى في جزأين للعلامة أبي غانم الخرساني.
- قاموس الشريعة للعلامة جميل بن خميس السعدي، وهو يشتمل على 92 مجلدا.
- بيان الشرع للعلامة محمد بن إبراهيم الكندي، ويشتمل على 72 مجلدا.
- المصنف للعلامة أبي بكر أحمد بن عبد الله بن موسى الكندي، ويشتمل على 72 مجلدا.
- مؤلفات محمد بن يوسف أطفيش، لاسيما كتابه : النيل وشفاء العليل، وتيسير التفسير.
- مشارق أنوار العقول في جزئين للعلامة عبد الله بن حميد السالمي، وكذلك كتابه : اللمعة المرضية من أشعة الإباضية.
- مؤلفات العلامة علي يحيى معمر خاصة كتبه : الإباضية في موكب التاريخ في أربعة أجزاء، والإباضية بين الفرق الإسلامية، والإسلام والقيم الإنسانية.
- الحق الدامغ للشيخ أحمد الخليلي.
- كتاب : في رحاب القرآن، والذي يشمل تفسير الإمام الشيخ العلامة : إبراهيم بيوض، للقرآن الكريم

## مصادر
- http://www.mzabnet.org
- http://istiqama.net/articles/articles_list.htm